# Neurolingüística
La neurolingüística és una disciplina que estudia les relacions entre cervell i llenguatge, nascuda al segle xix. Analitza com la ment és capaç d'entendre els missatges aliens, com interacciona el so o l'escrit amb els sentits per transformar-se en un codi, com s'emmagatzema la informació lingüística, com funciona el cervell de persones plurilingües en oposició a les monolingües, el desenvolupament de la capacitat de parla i patologies associades al llenguatge, especialment les afàsies. Per a aquest espectre ampli d'interessos, usa aportacions de la lingüística, de la neurologia, de la psicologia i de la informàtica.